# Contrecœur
Contrecœur är en stad (kommun av typen ville) och tätort (centre de population) i provinsen Québec i Kanada.  Den ligger på södra sidan av Saint Lawrencefloden några mil nordost om Montréal, i regionen Montérégie i den södra delen av provinsen. Antalet invånare var 9 480 vid folkräkningen 2021, varav 7 768 i tätorten.
Kommunvapnet är i rött fält en balk av guld belagd med tre röda hjärtan, åtföljd av två druvklasar av guld.